# Liga Nacional de Nueva Zelanda 1977
La Liga Nacional de Nueva Zelanda 1977 fue la octava edición de la antigua primera división del país. Se incrementó la cantidad de equipos de 10 a 12 al ascender un club de cada liga regional. Los descensos pasaron a ser tres por temporada en lugar de uno y los premios monetarios fueron aumentados. El North Shore United conseguiría su primer título en la competición.
Los tres puestos de descensos los ocuparon el New Brighton, el Dunedin City y el Caversham AFC, todos equipos provenientes de la Southern League.

## Ascensos y descensos
| Pos | de la Liga Nacional |
| --- | ------------------- |
| 10º | Gisborne City       |

| Pos | de la Northern League |
| --- | --------------------- |
| 1º  | Hamilton              |

| Pos | de la Central League |
| --- | -------------------- |
| 1º  | Nelson United        |

| Pos | de la Southern League |
| --- | --------------------- |
| 1º  | Dunedin City          |

## Equipos participantes
| Equipo                      | Ciudad       | Liga            |
| --------------------------- | ------------ | --------------- |
| University-Mount Wellington | Auckland     | Northern League |
| Blockhouse Bay              | Auckland     | Northern League |
| Eastern Suburbs             | Auckland     | Northern League |
| North Shore United          | North Shore  | Northern League |
| Hamilton                    | Hamilton     | Northern League |
| Stop Out                    | Lower Hutt   | Central League  |
| Nelson United               | Nelson       | Central League  |
| Wellington Diamond United   | Wellington   | Central League  |
| Christchurch United         | Christchurch | Southern League |
| New Brighton AFC            | Christchurch | Southern League |
| Caversham AFC               | Dunedin      | Southern League |
| Dunedin City                | Dunedin      | Southern League |

## Clasificación
| Pos | Equipo                      | PJ | G  | E | P  | GF | GC | Dif | Pts |
| --- | --------------------------- | -- | -- | - | -- | -- | -- | --- | --- |
| 1   | North Shore United          | 22 | 14 | 3 | 5  | 37 | 25 | 12  | 31  |
| 2   | Stop Out                    | 22 | 11 | 8 | 3  | 40 | 28 | 12  | 30  |
| 3   | Christchurch United         | 22 | 9  | 9 | 4  | 32 | 17 | 15  | 27  |
| 4   | Hamilton                    | 22 | 9  | 9 | 4  | 41 | 22 | 19  | 27  |
| 5   | Wellington Diamond United   | 22 | 8  | 7 | 7  | 41 | 31 | 10  | 23  |
| 6   | University-Mount Wellington | 22 | 10 | 3 | 5  | 27 | 21 | 6   | 23  |
| 7   | Nelson United               | 22 | 6  | 9 | 7  | 22 | 29 | -7  | 21  |
| 8   | Blockhouse Bay              | 22 | 7  | 7 | 8  | 23 | 33 | -10 | 21  |
| 9   | Eastern Suburbs             | 22 | 6  | 5 | 11 | 31 | 36 | -5  | 17  |
| 10  | New Brighton AFC            | 22 | 5  | 7 | 10 | 24 | 36 | -8  | 17  |
| 11  | Dunedin City                | 22 | 5  | 7 | 10 | 19 | 30 | -11 | 17  |
| 12  | Caversham AFC               | 22 | 3  | 4 | 15 | 14 | 43 | -29 | 10  |

J: partidos jugados; G: partidos ganados; E: partidos empatados; P: partidos perdidos; GF: goles a favor;
 GC: goles en contra; DG: diferencia de goles; Pts: puntos
|  | Desafiliación para la próxima temporada |

| Bandera de Nueva Zelanda             |
| Campeón North Shore United 1º título |